# Várzea Paulista
Várzea Paulista város Brazíliában, São Paulo államban. Lakosainak száma 115 771 fő (2022). Várzea Paulista Campo Limpo Paulista és Jundiaí községekkel határos.

## Népesség
A település népességének változása:
| Lakosok száma | 92 800 | 107 089 | 116 601 | 123 071 | 124 269 | 115 771 |
|               | 2000   | 2010    | 2015    | 2020    | 2021    | 2022    |